# Jestřebsko - Dokesko
Jestřebsko - Dokesko este o arie protejată (arie specială de conservare — SAC, sit de importanță comunitară — SCI) din Republica Cehă întinsă pe o suprafață de 6.929,62 ha, integral pe uscat.

## Localizare
Centrul sitului Jestřebsko - Dokesko este situat la coordonatele 50°36′47″N 14°39′23″E / 50.613056°N 14.656389°E.

## Înființare
Situl Jestřebsko - Dokesko a fost declarat sit de importanță comunitară în aprilie 2005 pentru a proteja 5 specii de plante și 4 specii de animale. Situl a fost protejat și ca arie specială de conservare în aprilie 2019.

## Biodiversitate
Situată în ecoregiunea continentală, aria protejată conține 15 habitate naturale: Ape puternic oligomezotrofe cu vegetație bentonică cu Chara spp., Peșteri inaccesibile publicului, Lacuri și iazuri distrofice naturale, Mlaștini alcaline, Pajiști uscate europene, Liziere de ierburi înalte hidrofile de câmpie și de nivel montan până la alpin, Depresiuni pe substraturi de turbă de Rhynchosporion, Vegetație psamofilă uscată cu pășuni deschise de Corynephorus și Agrostis, Mlaștini turboase de tranziție și turbării mișcătoare, Pajiști cu Molinia pe soluri calcaroase, turboase sau argilos-nămoloase (Molinion caeruleae), Păduri central-europene de pin scoțian cu licheni, Lacuri eutrofice naturale cu vegetație de tip Magnopotamion sau Hydrocharition, Păduri acidofile de Picea de la nivel montan la nivel alpin (Vaccinio-Piceetea), Păduri de fag Luzulo-Fagetum, Mlaștini împădurite.
La baza desemnării sitului se află mai multe specii protejate:
- plante (5): Hamatocaulis vernicosus, curechi de munte (Ligularia sibirica), moșișoare (Liparis loeselii), dedițelul (Pulsatilla patens), Trichomanes speciosum
- nevertebrate (4): libelule (Leucorrhinia pectoralis), Osmoderma eremita, Rosalia alpina, Vertigo moulinsiana